# Nepotilla microscopica
Nepotilla microscopica é uma espécie de gastrópode do gênero Nepotilla, pertencente a família Raphitomidae.